# Білоусов Андрій Володимирович
Андрій Володимирович Білоусов (нар. 14 січня 1972) — колишній український футболіст, що грав на позиції захисника. Відомий за виступами у низці українських, російських та казахських клубів.

## Кар'єра футболіста
Андрій Білоусов народився у Чернігові, і перші уроки футболу отримав у республіканському спортінтернаті. Першою командою молодого футболіста став «Політехнік» з його рідного міста, а першою командою майстрів стала також чернігівська команда — «Десна». Після трьох років виступів на професійному рівні Білоусов повертається на аматорський рівень, і стає гравцем чернігівського «Текстильника». На початку 1995 року Андрій Білоусов отримує запрошення від професійного клубу «Рось» із Білої Церкви. За півроку футболіст стає гравцем «Сходу» із міста Славутич. На початку 1996 року Андрій Білоусов отримує запрошення від вищолігового клубу «Кривбас». У вищій лізі протягом півтора року Білоусов зіграв 16 матчів за криворізький клуб, проте твердим гравцем основи не став, і у 1998 році продовжив виступи за російський нижчоліговий клуб «Краснознаменськ-Селятино». Наступного року український захисник вирішив продовжити свої виступи за казахський вищоліговий клуб «AES Єлімай». У цьому сезоні семипалатинський клуб виступив невдало, і після чемпіонства у 1998 році опустився аж на 9 місце у першості. Білоусов, хоча й був гравцем основи казахського клубу, вирішив покинути команду, та повернутись до України. Деякий час футболіст грає за аматорський клуб із Чернігівщини «Ніжин», а у середині 2000 року отримав запрошення від на той час першолігового клубу «Волинь» із Луцька. За півроку вже досвідчений футболіст став одним із основних захисників клубу, зіграв 12 матчів у першій лізі, проте команда не стала претендентом на вихід до вищої ліги, і Андрій Білоусов за півроку став гравцем друголігового золочівського «Сокола». За півроку футболіст повертається до Луцька, але склад «Волині» значно посилився, і досвідчений футболіст переважно виходив лише на заміну, а також грав за фарм-клуб лучан «Ковель-Волинь-2». За півроку Білоусов зіграв 5 матчів у складі переможця першої ліги цього сезону, та покинув клуб. Наступною командою футболіста став відомий з початку 90-х років ХХ століття «Океан» із далекосхідної Находки, яка на той час уже виступала у другій російській лізі. За півтора року український футболіст зіграв за російський клуб 32 матчі, і повернувся на рідну Чернігівщину, де нетривалий час грав у аматорському клубі «Інтерагросистема» з Мени. Наступним клубом Білоусова став на той час друголіговий «Геліос» із Харкова, у якому футболіст грав у сезоні 2004—2005 років. У наступному сезоні захисник грав у також друголіговому «Миколаєві» з однойменного обласного центру, а останньою українською професійною командою для футболіста стало хмельницьке «Поділля». У Хмельницькому Білоусов грав на початку сезону 2006—2007 років, коли «Поділля» виступало в першій лізі, і вдруге вирішив продовжити свою футбольну кар'єру в Казахстані, де протягом двох років грав за клуб із другого казахського дивізіону «Акжайик» з міста Орал. У кінці 2008 рокуфутболіст повернувся в Україну, де виступав за аматорські клуби «Полісся» (Добрянка) та ЛКТ із Славутича, після чого завершив виступи на футбольних полях.